# Medal Służby w Wietnamie
Medal Służby w Wietnamie (ang. Vietnam Service Medal) – odznaczenie Sił Zbrojnych Stanów Zjednoczonych ustanowione 8 lipca 1965 roku rozporządzeniem wykonawczym prezydenta Lyndona Johnsona dla uhonorowania żołnierzy amerykańskich, którzy służyli podczas wojny w Wietnamie pomiędzy 3 lipca 1965 a 28 marca 1973 roku. Do odznaczenia kwalifikowali się także członkowie personelu wojskowego, którzy służyli w tym okresie w Tajlandii, Kambodży i Laosie lub w ich przestrzeniach powietrznych.

## Opis
Medal Służby w Wietnamie zaprojektował rzeźbiarz Thomas Hudson Jones, były pracownik Wojskowego Instytutu Heraldyki. Awers medalu przedstawia figurę orientalnego smoka (symbolizującego nie tylko Wietnam, ale także nieregularny charakter konfliktu) ukrytego za gajem bambusów, pod którym widnieje napis REPUBLIC OF VIETNAM SERVICE. Na rewersie znajduje się kusza (broń starożytnego Wietnamu) skierowana do góry z gotową do strzału zapaloną pochodnią Statuy Wolności, a pod nią łukowaty napis UNITED STATES OF AMERICA.
Wstążka medalu ma szerokość 1 3/8 cala i składa się z następujących pionowych pasów: trzech wąskich (1/16 cala) czerwonych pasków z węższymi (5/32 cala) żółtymi paskami pośrodku nich i szerszymi (5/16 cala) żółtymi paskami po każdej stronie oraz zielonych pasów na krawędziach o szerokości 1/8 cala. Kolor żółty jest tradycyjną imperialną barwą Wietnamu, czerwony symbolizuje trzy starożytne wietnamskie imperia: Tonkin, Annam i Kochinchinę, a ponadto żółty i czerwony razem przypominają flagę Wietnamu Południowego. Kolor zielony zaś nawiązuje do dżungli pokrywającej dużą część tego kraju.